# Отокі (Опольське воєводство)
Отокі (пол. Otoki) — село в Польщі, у гміні Біла Прудницького повіту Опольського воєводства.
Населення — 192 особи (2011).

## Демографія
Демографічна структура станом на 31 березня 2011 року:
|          | Загалом | Допрацездатний вік | Працездатний вік | Постпрацездатний вік |
| -------- | ------- | ------------------ | ---------------- | -------------------- |
| Чоловіки | 88      | 19                 | 56               | 13                   |
| Жінки    | 104     | 25                 | 53               | 26                   |
| Разом    | 192     | 44                 | 109              | 39                   |